# Oxynatromikrolith
Oxynatromikrolith ist ein sehr seltenes Mineral aus der Mineralklasse der Oxide und Hydroxide. Es kristallisiert im kubischen Kristallsystem mit der Zusammensetzung (Na,Ca,U)2Ta2O6(O,F), ist also ein Natrium-Tantalat mit zusätzlichen Sauerstoffionen.
Oxynatromikrolith findet sich in Form von idiomorphen, homogenen, oktaedrischen Kristallen bis zu maximal 0,2 mm Größe in einem gangförmigen LCT-Granitpegmatit (Lithium-Cäsium-Tantal-Pegmatit) im Zinn-Tantal-reichen „Pegmatitfeld Guanpo“ in China. Seine Typlokalität ist der ca. 190 km südwestlich von Luoyang liegende „Pegmatitgang No. 309“ (Koordinaten des „Pegmatits 309“) im Pegmatitfeld von Guanpo bei der gleichnamigen Stadt im Kreis Lushi, Sanmenxia, Provinz Henan, China.

## Etymologie und Geschichte
Während der Untersuchung der Bildung und der vergesellschafteten Minerale von Luanshiweiit, eines neuen Vertreters der Glimmer, wurde unter dessen Begleitmineralen ein oxidisches Ta-Nb-Mineral mit einer ungewöhnlichen chemischen Zusammensetzung angetroffen, das in der Vergangenheit entsprechend der Nomenklatur der alten „Pyrochlorgruppe“ entweder „Mikrolith“ oder „Uranmikrolith“ genannt worden war. Nach der Ermittlung der physikalischen, chemischen und röntgendiffraktometrischen Eigenschaften stellte es sich als neuer Vertreter der neuen Pyrochlor-Obergruppe (Pyrochlor-Supergruppe) heraus. Das neue Mineral wurde der International Mineralogical Association (IMA) vorgelegt, die es im Jahre 2013 unter der vorläufigen Bezeichnung „IMA 2013-063“ anerkannte. Die wissenschaftliche Erstbeschreibung dieses Minerals erfolgte im Jahre 2017 durch ein chinesisches Wissenschaftlerteam mit Fan Guang, Ge Xiangkun, Li Guowu, Yu Apeng und Shen Ganfu im englischen Wissenschaftsmagazin „Mineralogical Magazin“. Die Autoren benannten das neue Mineral in Übereinstimmung mit der Nomenklatur der Pyrochlor-Obergruppe aufgrund seiner chemischen Zusammensetzung mit einer durch Natrium dominierten A-Position, durch Ta dominierten B-Position sowie durch O dominierten Y-Position als Oxynatromikrolith (englisch Oxynatromicrolite).
Das Typmaterial für Oxynatromikrolith wird unter der Katalognummer M11940 (Holotyp) in der Sammlung des Chinesischen geologischen Museums in Peking, China, aufbewahrt.

## Klassifikation
Die aktuelle Klassifikation der International Mineralogical Association (IMA) zählt den Oxynatromikrolith zur Pyrochlor-Obergruppe mit der allgemeinen Formel A2–mB2X6–wY1–n, in der A, B, X und Y unterschiedliche Positionen in der Struktur der Minerale der Pyrochlor-Obergruppe mit A = Na, Ca, Sr, Pb2+, Sn2+, Sb3+, Y, U, □, oder H2O; B = Ta, Nb, Ti, Sb5+ oder W; X = O, OH oder F und Y = OH−, F, O, □, H2O oder sehr große (>> 1,0 Å) einwertige Kationen wie K, Cs oder Rb repräsentieren. Zur Pyrochlor-Obergruppe gehören neben Oxynatromikrolith noch Fluorcalciomikrolith, Fluornatromikrolith, Hydrokenomikrolith, Hydroxycalciomikrolith, Hydroxykenomikrolith, Kenoplumbomikrolith, Oxystannomikrolith, Oxystibiomikrolith, Cesiokenopyrochlor, Fluorcalciopyrochlor, Fluornatropyrochlor, Hydrokenopyrochlor, Hydropyrochlor, Hydroxycalciopyrochlor, Hydroxykenopyrochlor, Hydroxymanganopyrochlor, Hydroxynatropyrochlor, Oxycalciopyrochlor, Fluorcalcioroméit, Hydroxycalcioroméit, Hydroxyferroroméit, Oxycalcioroméit, Oxyplumboroméit, Hydrokenoelsmoreit, Fluornatrocoulsellit und Hydrokenoralstonit.
Oxynatromikrolith bildet zusammen mit Fluorcalciomikrolith, Fluornatromikrolith, Hydrokenomikrolith, Hydroxycalciomikrolith, Hydroxykenomikrolith, Kenoplumbomikrolith, Oxystibiomikrolith und Oxystannomikrolith innerhalb der Pyrochlor-Obergruppe die Mikrolithgruppe.
Die mittlerweile veraltete, aber teilweise noch gebräuchliche 8. Auflage der Mineralsystematik nach Strunz führt den Oxynatromikrolith noch nicht auf. Er würde zur Mineralklasse der „Oxide und Hydroxide“ und dort zur allgemeinen Abteilung der „Oxide mit Verhältnis Metall : Sauerstoff = 2 : 3 (M2O3 und verwandte Verbindungen)“ gehören, wo er zusammen mit Bariomikrolith (diskreditiert 2010, möglicherweise Hydrokenomikrolith), Bismutomikrolith (diskreditiert 2010), Fluornatromikrolith, Mikrolith, Natrobistantit, Plumbomikrolith, Stannomikrolith, Stibiomikrolith und Uranmikrolith die „Pyrochlor-Gruppe, Mikrolith-Untergruppe“ mit der System-Nr. IV/C.18 gebildet hätte.
Die seit 2001 gültige und von der International Mineralogical Association (IMA) verwendete 9. Auflage der Strunz’schen Mineralsystematik kennt den Oxynatromikrolith ebenfalls noch nicht. Er würde in die Abteilung der „Oxide mit dem Stoffmengenverhältnis Metall : Sauerstoff = 1 : 2 und vergleichbare“ eingeordnet werden. Diese ist weiter unterteilt nach der relativen Größe der beteiligten Kationen und der Kristallstruktur, so dass das Mineral entsprechend seiner Zusammensetzung und seinem Aufbau in der Unterabteilung „Mit großen (± mittelgroßen) Kationen; Lagen kantenverknüpfter Oktaeder“ zu finden wäre, wo es zusammen mit allen Vertretern der Pyrochlor-, Mikrolith-, Betafit-, Roméit- und Elsmoreitgruppen die Pyrochlor-Übergruppe mit der System-Nr. 4.DH.15 bilden würde. Hydroxycalciomikrolith wäre dabei zusammen mit Fluorcalciomikrolith, Fluornatromikrolith, Hydrokenomikrolith, Hydroxykenomikrolith, Hydromikrolith, Kenoplumbomikrolith, Oxycalciomikrolith, Oxystannomikrolith (ehemals Stannomikrolith) und Oxystibiomikrolith (ehemals Stibiomikrolith) in der Mikrolithgruppe zu finden.
Auch die vorwiegend im englischen Sprachraum gebräuchliche Systematik der Minerale nach Dana kennt den Oxynatromikrolith noch nicht. Er würde in die Klasse der „Oxide und Hydroxide“ und dort in die Abteilung der „Mehrfachen Oxide mit Nb, Ta und Ti“ eingeordnet werden. Hier wäre er in der „Mikrolith-Untergruppe; Ta>Nb;(Ta+Nb)>2(Ti)“ mit der System-Nr. 08.02.02 innerhalb der Unterabteilung der „Mehrfache Oxiden mit Nb, Ta und Ti mit der Formel A2(B2O6)(O,OH,F)“ zu finden.

## Chemismus
Achtzehn Mikrosondenanalysen an acht unterschiedlichen Oxynatromikrolith-Kristallen aus dem Pegmatit „Pegmatitgang No. 309“ ergaben Mittelwerte von 5,41 % Na2O; 4,56 % CaO; 14,00 % UO2; 0,16 % La2O3; 0,11 % Ce2O3; 0,13 % Nd2O3; 0,62 % PbO; 61,52 % Ta2O5; 8,21 % Nb2O5; 0,23 % Sb2O5; 0,05 % TiO2; 0,56 % SiO2; 0,29 % SnO2; 1,04 % F; –0,44 % (O ≡ F) sowie 1,30 % H2O (bestimmt aus der Stöchiometrie) [Summe = 98,53 %]. Auf der Basis von zwei Kationen auf der B-Position wurde die empirische Formel (Na0,99Ca0,46U0,31Pb0,02La0,01H2O0,21)Σ=2,00(Ta1,58Nb0,35Si0,05Sn0,01Sb0,01)Σ=2,00O6(O0,43F0,31H2O0,26)Σ=1,00 ermittelt, die zu (Na,Ca,U)2(Ta,Nb)2O6(O,F) vereinfacht wurde. Die Idealformel für Oxynatromikrolith ist (Na,Ca,U)2Ta2O6O.
Die Gehalte an Uran in Höhe von 12,38–18,03 Gew.-% UO2 führen zu einer vollständigen Metamiktisierung des Minerals.
Innerhalb der Pyrochlor-Obergruppe sind theoretisch durch die vier verschiedenen zu besetzenden Positionen eine Vielzahl von Substitutionsmöglichkeiten vorhanden.
Oxynatromikrolith ist das O-dominante Analogon zum F-dominierten Fluornatromikrolith und das Na-dominante Analogon zum Sn-dominierten Oxystannomikrolith bzw. zum Sb-dominierten Oxystibiomikrolith.
Chemisch ähnlich sind Irtyshit und Natrotantit.

## Kristallstruktur
Oxynatromikrolith ist durch seine hohen Gehalte an UO2 stark metamikt. Die Parameter für die Einheitszelle wurden an Material ermittelt, welches für vier Stunden bei 1000 °C in Stickstoffatmosphäre erhitzt und dann bis Zimmertemperatur mit 10 °C·h−1 abgekühlt wurde und dadurch rekristallisierte. Sie sind mit den Werten für andere Vertreter der Pyrochlor-Obergruppe vergleichbar. Oxynatromikrolith kristallisiert im kubischen Kristallsystem in der Raumgruppe Fd3m (Raumgruppen-Nr. 227) mit dem Gitterparameter a = 10,420 Å sowie acht Formeleinheiten pro Elementarzelle.
Wie bei allen Vertretern der Pyrochlor-Obergruppe besteht die Kristallstruktur des Oxynatromikroliths aus – in diesem Falle – Ta(O,OH)6-Oktaedern mit gemeinsamen Ecken, die Schichten aus Dreier- und Sechserringen parallel [110] bilden. In diesen Schichten finden sich Kanäle in Richtung <110>, welche die Sauerstoffatome und die auf der A-Position sitzenden Atome wie Na, Ca und U aufnehmen.

## Eigenschaften

### Morphologie
Oxynatromikrolith fand sich an seiner Typlokalität in idiomorphen, vergleichsweise winzigen Kristallen von 0,05 bis 0,20 mm Durchmesser vor. Ihre Tracht besteht entweder aus dem Oktaeder {111} oder – wesentlich seltener – aus dem Rhombendodekaeder {110} oder dem Hexaeder {100}. Gelegentlich traten Kombinationen aus zwei oder allen drei Flächenformen auf.

### Physikalische und chemische Eigenschaften
Oxynatromikrolith ist durch seine hohen Gehalte an UO2 stark metamikt. Physikalische und optische Parameter wurden an Material ermittelt, welches für vier Stunden bei 1000 °C in Stickstoffatmosphäre erhitzt wurde.
Die Kristalle des Oxynatromikroliths sind braun oder gelblichbraun, ihre Strichfarbe ist dagegen immer blass gelblichbraun. Die Oberflächen des opaken, lediglich kantendurchscheinenden Oxynatromikroliths zeigen einen fett- bis wachsartigen Glanz, was gut mit dem sehr hohen Wert für die Lichtbrechung (n = 1,999, berechnet) übereinstimmt.
Oxynatromikrolith weist keine Spaltbarkeit und auch keine Teilbarkeit auf. Aufgrund seiner Sprödigkeit bricht er aber ähnlich wie Quarz, wobei die Bruchflächen muschelig ausgebildet sind.
Mit einer Mohshärte von ≈ 5 gehört das Mineral zu den mittelharten Mineralen und lässt sich wie das Referenzmineral Apatit noch mit einem Taschenmesser ritzen. Die Vickershärte wurde mit VHS100g = 374,5–562,9 N/mm² ermittelt. Die gemessene Dichte für nicht rekristallisierten Oxynatromikrolith beträgt 6,580 g/cm³, die berechnete Dichte beträgt 6,506 g/cm³.
Angaben zur Fluoreszenz im UV-Licht bzw. zur Kathodolumineszenz unter dem Elektronenstrahl für das Mineral fehlen.

## Bildung und Fundorte
Für Oxynatromikrolith wird aufgrund der texturellen Beziehungen zu seinen Begleitmineralen sowie der geologischen und geochemischen Charakteristika des Pegmatits an seiner Typlokalität eine primäre Bildung angenommen. Das Mineral kristallisierte direkt aus einem hochentwickelten sauren Magma oder aus magmatisch-hydrothermalen Fluiden, die reich an volatilen und lihophilen erzbildenden Elementen waren. Albitisierung, Lepidolithisierung und Greisenbildung waren für die Bildung von Oxynatromikrolith wahrscheinlich nicht notwendig. Das Mineral wird jedoch stellenweise sekundär durch eine stärker hydratisierte Phase verdrängt.
Typische Begleitminerale des Oxynatromikroliths an seiner Typlokalität sind Albit, Kalifeldspat, Quarz, Muskovit, Kaolinit, Tantalit-(Mn), Stibiotantalit, Pollucit, Spodumen, Montebrasit, Hafnium-reicher Zirkon, ein roter „Turmalin“, Polylithionit, Trilithionit, Luanshiweiit-2M1 und das erwähnte Verwitterungsprodukt des Oxynatromikroliths.
Als sehr seltene Mineralbildung konnte der Oxynatromikrolith bisher (Stand 2018) erst von einem Fundpunkt beschrieben werden. Die Typlokalität für Oxynatromikrolith ist der gangförmige LCT-Granitpegmatit „Pegmatitgang No. 309“ im Pegmatitfeld von Guanpo bei der gleichnamigen Stadt im Kreis Lushi, Sanmenxia, Provinz Henan, China.
Fundstellen für Oxynatromikrolith aus Deutschland, Österreich und der Schweiz sind damit unbekannt.
In der Vergangenheit wurden zwei Minerale beschrieben, die Ähnlichkeiten zum Oxynatromikrolith aufweisen:
- Wang beschrieb bereits 1975 aus dem Granitpegmatitgang No. 3 im Kreis Koktokay, Regierungsbezirk Altay, Uigurisches Autonomes Gebiet Xinjiang, China, ein Mineral, welches er nach der alten Nomenklatur der Pyrochlorgruppe[5] als „Brannerit-(Bi, Ta)“ bezeichnete. Seine empirische Formel ist (Na0,96Bi0,66U0,21K0,13Ca0,12Mn0,07Mg0,06)Σ=2,21(Ta0,62Ti0,47Nb0,35Fe3+0,30Si0,11Al0,08)Σ=1,95[O6,35(OH)0,32]Σ=6,67, sie wurde zu (Na,Bi,U)2(Ta,Ti,Nb)2[O6(O,OH)]7 vereinfacht.[12]
- Zwei Jahre später beschrieben Richard H. Jahns & Rodney C. Ewing aus der „Harding Mine“ (Harding-Pegmatite) im Picuris District, Taos County, New Mexico, Vereinigte Staaten, ein Mineral mit der Zusammensetzung (Na0,74Ca0,52Mn0,33U0,20Pb0,13)Σ=1,92(Ta1,77Nb0,21W0,01)Σ=1,99O6,73.[13]

Bei beiden Mineralen werden die B-, Y- und A-Positionen hauptsächlich durch Ta, O und Na besetzt, weshalb sie als Oxynatromikrolith bezeichnet werden sollten.

## Verwendung
Oxynatromikrolith ist aufgrund seiner Seltenheit ein bei Mineralsammlern begehrtes Mineral, ansonsten aber ohne jede praktische Bedeutung.